# ستيفن دونهام (سياسي)
ستيفن دونهام (بالإنجليزية: Stephen Dunham)‏ هو سياسي أسترالي، ولد في 1956. انتخب عضو الجمعية التشريعية للإقليم الشمالي ‏.